# カザマルチャーノ
カザマルチャーノ（イタリア語: Casamarciano）は、イタリア共和国カンパニア州ナポリ県にある、人口約3,300人の基礎自治体（コムーネ）。

## 地理

### 位置・広がり
ナポリ県北東部のコムーネ。県都ナポリから東北東へ25kmの距離にある。

#### 隣接コムーネ
隣接するコムーネは以下の通り。括弧内のAVはアヴェッリーノ県所属を示す。
- アヴェッラ (AV)
- チミティーレ
- コミツィアーノ
- ノーラ
- トゥフィーノ
- ヴィシャーノ